# 坂本里咲
坂本 里咲（さかもと りさ、1964年3月10日 - ）は、東京都出身のミュージカル女優。浅利演出事務所所属。

## 来歴・人物
トキワ松学園高校時代に『オンディーヌ』を観劇したことをきっかけに、劇団四季への入団を志望するようになる。
1982年、劇団四季研究所に20期生として入所。同期には、志村幸美・土居裕子などがいる。『魔法をすてたマジョリン』の花嫁役でデビュー。その後も『人間になりたがった猫』のジリアン役のために歌の猛稽古を積むなど努力を重ね、劇団内でトップクラスの女優へと成長を遂げた。
里咲と書いて『りさ』と読むが、なかなか『りさ』と読んでもらえないため、入団後しばらくの間は『坂本理佐』の名前で活動していた。数年後、愛着がある本名の『坂本里咲』に芸名を改めた。
父親が読売巨人軍の広報担当をしていた関係で、大の巨人ファンである。子供の頃は、本気で読売巨人軍の選手になる事を夢みていたが、父親から「女性はプロ野球選手にはなれない」と説得させられ断念した。
まだ新人当時、「KIRIN 劇団四季編 感動をありがとう」のCMに出演した事がある（オーディション編・ありがとう編・初舞台編の3部構成になっている）。劇団現役でましてや新人の俳優が他企業のCMに出演するというのは、劇団四季の後先においてもかなり異例なことであった。このCMは、現在でも長野県大町市の四季演劇資料館にて流れている。
美女と野獣では、1995年の初演開始時はバベット役で東京公演初日から出演していたが、次第にベル役に定着。1998年3月21日の千秋楽にもベル役で出演している。2010年7月11日、新設された四季劇場「夏」のこけら落とし公演である「美女と野獣」にもベル役で初日から出演した。1995年の初演から、最もベル役を演じている女優である。
2015年に劇団四季を退団し、浅利演出事務所へ移籍する。

## 出演作品
- キャッツ - ジェミマ役
- コーラスライン - ディアナ役、クリスティン役
- ジーザス・クライスト＝スーパースター - アンサンブル
- ソング&ダンス  - ボーカルパート
- 美女と野獣 - ベル役、バベット役
- ユタと不思議な仲間たち - ダンジャ役、ユタの母役（浅利演出事務所公演）
- ミュージカル異国の丘 - 李花蓮役
- クレイジー・フォー・ユー - テス役
- 夢から醒めた夢 - ピコ役、老婦人役／マコの母役（浅利演出事務所公演）
- 壁抜け男 - イザベル役
- エルリック・コスモスの239時間 - エルコス役
- 雪ん子 - ゆき役
- ふたりのロッテ - ケルナー婦人役
- 人間になりたがった猫 - ジリアン役
- ヴェニスの商人 - ポーシャー役
- オンディーヌ - オンディーヌ役、ベルタ役
- 鹿鳴館 - 女中頭 草乃役
- ハムレット - オフィーリア役
- 間奏曲 - イザベル役
- ブラックコメディ - キャロル・メルケット役
- この生命は誰のもの? - 研修医・北原真弓役
- アンドロマック - エルミオーヌ役
- トロイ戦争は起こらないだろう - アンドロマック役
- サウンド・オブ・ミュージック - エルザ役
- ひばり ジャンヌ・ダルク 奇蹟の少女 - アニエス（アニェス・ソレル）役
- ミュージカル李香蘭 - 川島芳子役（浅利演出事務所公演）[2]

## CM
- ライオンキング（たまには大人のライオンキング編）
- KIRIN キリンビール（劇団四季編）